# Zaanland (schip, 1921)
De Zaanland was een Nederlands stoomvrachtschip van 6.813 ton. Het schip werd afgebouwd in 1921 op de scheepswerf van Barclay, Curle & Co Ltd, Whiteinch, Glasgow, Schotland. De eigenaar was de NV Tot Voortzetting van den Koninklijke Hollandschen Lloyd, Amsterdam, en aldaar had de Zaanland ook zijn thuishaven. De reisroute van de Zaanland, samen met konvooi HX-229 in maart 1943, liep van Port Lincoln via Cristóbal, New York en Belfast Lough naar Avonmouth. De lading bestond uit ingevroren vlees, tarwe en zink.

## Geschiedenis
Tussen 00.23 en 00.25 uur op 17 maart 1943 vuurde de U-758 van kptl. Helmut Manseck twee FAT-G7's en twee torpedo's Type 39 op konvooi HX-229 af. Men rapporteerde dat er drie schepen tot zinken waren gebracht en nog een aantal schepen beschadigd. In feite werden de Zaanland en het Amerikaanse vrachtschip James Oglethorpe getroffen en werden ze uiteindelijk tot zinken gebracht; het Nederlandse motorvrachtschip Magdala van 8.248 brt werd hierdoor gemist. Het konvooi voerde natuurlijk geen navigatielichten en in de duisternis doemden pas de passerende scheepssilhouetten op door de achterliggende brandende schepen, die aan de andere kant van het konvooi al getroffen waren. Toen pas konden de U-bootcommandanten hun doelwitten duidelijk uitkiezen.
Eigenlijk eisten de U-bootcommandanten hun treffers op, van bepaalde schepen, die ze aan beide zijden van het grote konvooi aanvielen, maar de U-91 had de James Oglethorpe werkelijk getroffen en de U-758 het Nederlandse en ook het Amerikaanse schip daadwerkelijk met fatale gevolgen geraakt. Door hun FAT-torpedo's moesten ze zelfs wegduiken om zelf naderhand niet getroffen te worden door hun eigen torpedo's, die op de geluidsgolven van schroeven en machines reageerden en erop afkwamen. Zo konden ze wel de torpedotreffers horen onder water op een bepaalde diepte, maar de treffers zelf niet waarnemen met hun periscopen.
De Zaanland, met kapitein Gerard Franken als gezagvoerder, werd in de konvooikolonne getroffen door een torpedo aan stuurboord, ter hoogte van de achtermast, en zonk, met het achterschip eerst, na ongeveer tien minuten, naar de oceaanbodem op 50°38' N en 34°46' W. Op dat moment voer het konvooi HX-229 in het midden van de Atlantische Oceaan. Alle 53 bemanningsleden verlieten het zinkende vrachtschip in de reddingsboten en werden opgepikt door de begeleidende escorteschepen van konvooi HX-229. Er waren op de Zaanland geen doden te betreuren.